# 313-та стрілецька дивізія (СРСР)
313-та Петрозаво́дська дві́чі Червонопра́порна о́рденів Суво́рова і Куту́зова II сту́пеня стріле́цька диві́зія — військове з'єднання в СРСР у роки Другої світової війни.
Дивізія сформована в липні 1941 року в Іжевську та Воткінську (Удмуртія) в рамках реалізації постанови ГКО СРСР № 48сс від 8 липня 1941 року. Після завершення формування директивою Генштабу № 001357 від 28 серпня 1941 року скерована на Карельський фронт у Петрозаводськ і поступила в діючу армію 5 вересня. Протягом вересня вела бої з наступаючими військами фінської Карельської армії. Після залишання Петрозаводська в жовтні передана в склад Медвеж'єгірської ОГ Карельського фронту. З грудня займала позиційну оборону на захід від міста.
З 3 по 10 січня 1942 року дивізія брала участь у невдалій Медвєж'єгорській наступальній операції, надалі до літа 1944 року знаходилась у позиційній обороні. У рамках Свірсько-Петрозаводської наступальної операції в червні-серпні дивізія в складі 32-ї армії спочатку наступала на Петрозаводськ, а після його звільнення — у напрямку фінського кордону. Окрім Петрозаводська (21 червня) були звільнені міста Медвеж'єгорськ (23 червня), Кондопога (28 червня), Суоярві (13 липня). Після цієї операції дивізія отримала почесну назву Петрозаводська.
Після підписання перемир'я з Фінляндією дивізія 2 листопада 1944 року була виведена в резерв Ставки ВГК і у складі 19-ї армії перекинута в Північну Польщу. 29 січня 1945 року вона знову поступає в діючу армію, увійшовши в склад 2-го Білоруського фронту. У ході кампанії в рамках Східно-Померанської операції дивізія бере участь у Хойніце-Кезлінській (лютий-березень) та Данцигській (березень) наступальних операціях. За участю дивізії 28 березня була звільнена Гдиня.
Дивізія розформована директивою Ставки ВГК № 11097 від 29 травня 1945 року.